# カワゴンドウ
カワゴンドウ（河巨頭、Orcaella brevirostris）はクジラ目ハクジラ亜目マイルカ科カワゴンドウ属に属する海棲哺乳類である。イラワジイルカ（イラワジ海豚）とも呼ばれる。

## 分類

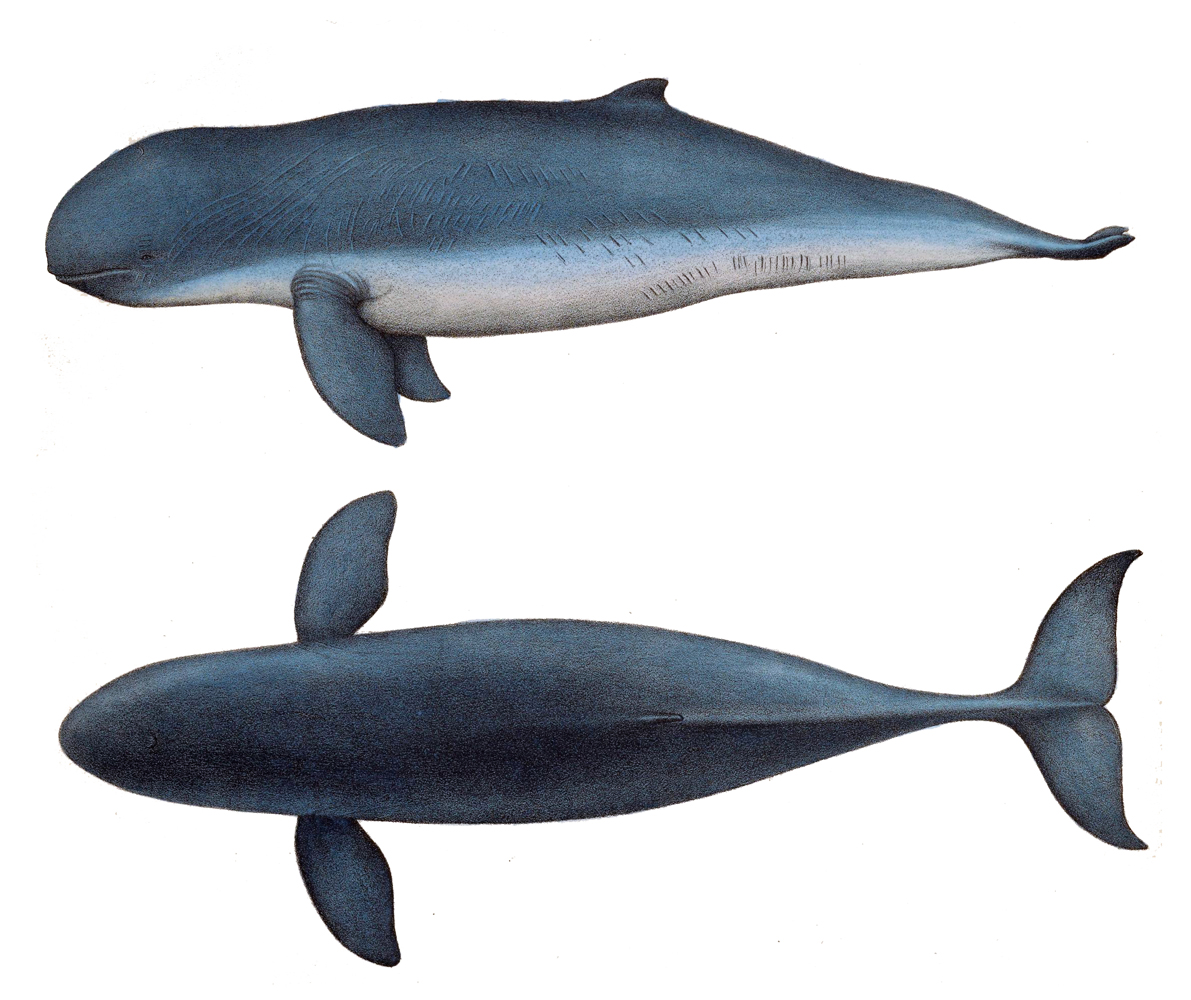
Philibert Charles Berjeauによる模写図。

カワゴンドウは、1866年、リチャード・オーウェンにより新種として報告された。カワゴンドウ属に属する二つの種のうちの一つである。外観がシロイルカに似ており、イッカク科あるいはシロイルカ科に分類されることもあったが、現在ではマイルカ科に分類されるのが一般的である。遺伝子学的にはシャチに近いことがわかっている。
種小名の「brevirostris」はラテン語で「短い口吻」を意味する。和名の「カワ（河）」は河口付近や河川に棲息することに、「ゴンドウ」は頭部形状がゴンドウクジラを思わせることに由来する。別名の「イラワジ」あるいは英名の「Irrawaddy Dolphin」は棲息地のエーヤワディー川（旧称イラワジ川）に由来する。
2005年、遺伝子解析によって、北オーストラリアに棲息する種類は、カワゴンドウとは異なる別の種のオーストラリアカワゴンドウ（Orcaella heinsohni）であることがわかった。

## 生息域
海岸近くや河川にも棲息するため、他の沿岸性の鯨類と同様に人間からの影響を受けやすい。
東南アジアの河川や河口や海岸近くや潟湖に棲息する。「カワゴンドウ」という名前ではあるが、一部の生息地を除き、カワイルカのような純粋な淡水棲ではなく海棲でもある。本種の先祖が河川に進出した理由は不明だが、他のイルカ類やハクジラ類との競合を避ける目的が影響した可能性がある。
英名や和名および日本語での別名が示す通り、ミャンマーのエーヤワディー川（旧称イラワジ川）をはじめ、ベンガル湾、ガンジス川、メコン川など東南アジアの河川や河口や海岸近くの浅瀬などに棲息する。エーヤワディー川の場合は河口から1450キロメートル以上も遡った地域にも分布している。一方で、エーヤワディー川、メコン川、マランパヤ海峡（英語版）、マハカム川、イロイロ・ギマラス海峡（英語版）、ソンクラー湖などの個体群は個体数の減少が著しく、数十頭に陥っている場合もあるなど深刻な状況に置かれていると見なされている。一方で、バングラデシュにおける生息数は他の地域と比較しても5800頭前後と際立って多く、同国では鯨類の保護活動も振興している。
オーストラリアカワゴンドウはニューギニアやオーストラリア北部などに棲息する。

## 形態

ヒトとの大きさの比較

産まれた直後の体長は1メートル、体重は10キログラム程度であるが、成長するとオス・メス共に体長2.75メートル、体重115-130キログラム以上になる。
カワゴンドウはスナメリやシロイルカをも思わせる、大きなメロンと丸い頭部を有する。口吻は短く不明瞭である。背びれは短く丸みを帯びた三角形であり、身体の2/3くらいの位置にある。
胸びれは長く、幅も広い。全身が明るい色であるが、背側よりも腹側の方がより白い。泥っぽい海域で見た場合、実際よりもより白っぽく見える。
スナメリやシロイルカやカワイルカと同様に骨格の構造のために首が柔軟であり、本種の場合は頭部を左右に回して背後を見ることもできる。

## 生態

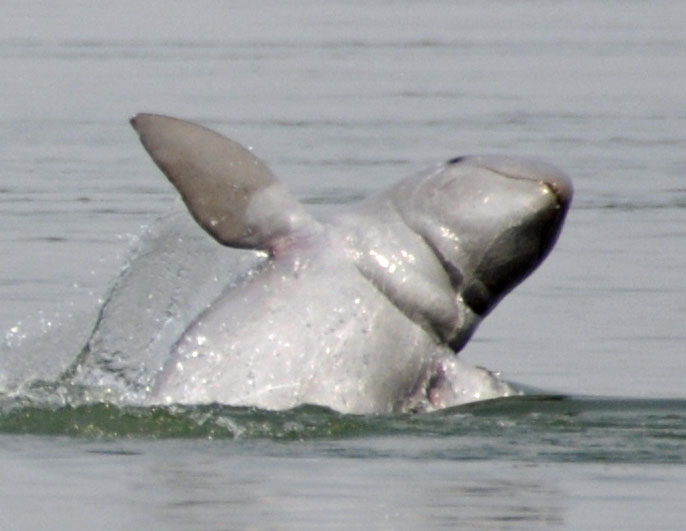
ジャンプする個体（メコン川）

カワゴンドウの泳ぎは、沖合性のイルカ類に比較すると概して遅く、形態や大きさや生息環境が似ているスナメリとの類似性も見られる。回転するようにして上昇し、深く潜水する時のみ尾びれを水面上に上げて力強く泳ぐ。
スナメリと同様に、スパイ・ホップの際に、口から水を吐くという習性がある。
群れ（ポッド）の規模は通常時は6頭前後だが、特定の海域では25頭に達する。
主な餌は淡水魚と海水魚や頭足類などである。
寿命は約30年である。

## 人間との関わり

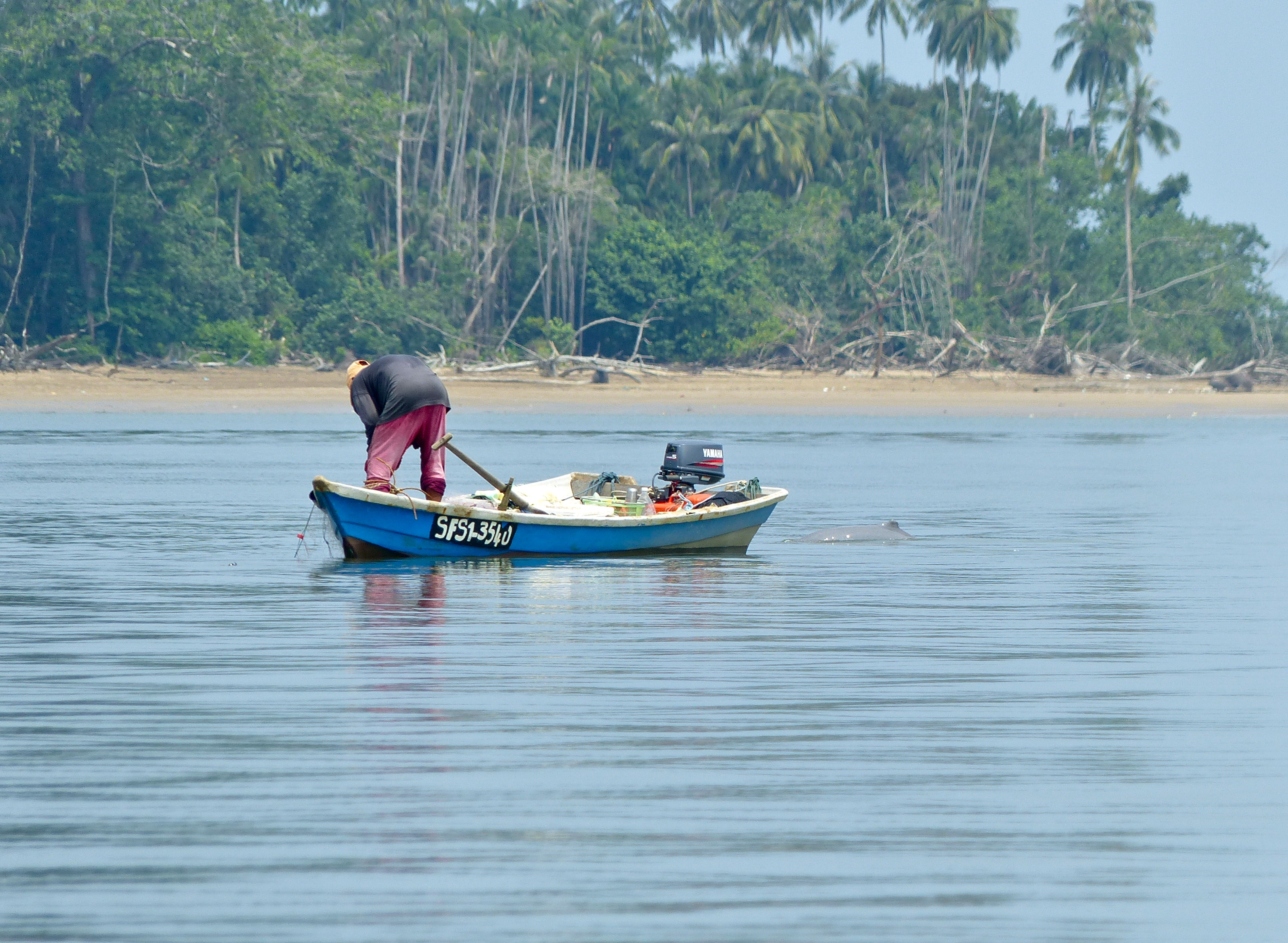
漁師との交流（クチン）

ミャンマーのエーヤワディー川では、現地の漁師と共同で漁を行う相利共生を行っている。
最も直接的な脅威は、油脂を捕ることを目的とした捕獲である。絶滅の危機に瀕しているとして捕獲は法的には禁止されてはいるものの、数万kmにおよぶ海岸線を監視することは現実的ではないため、禁止の実効性に関しては疑わしい点もある。刺し網による混獲や爆薬を用いた漁の巻き添えによる負傷はベトナムやタイにおいては一般的なことである。
生息数の減少と生息域の縮小が大きな問題となっており、インドのチルカ湖 (Chilka Lake) においては、刺し網や地引き網によって、個体数がわずか50頭ほどに減少してしまったと考えられている。また、河川を漁網で塞ぐことによって、カワゴンドウの移動を制限し孤立させてしまうといった問題も起こっている。IUCNは、メコン川、エーヤワディー川（ミャンマー）、マハカム川（ボルネオ島）、マランパヤ海峡（フィリピン、英語版）、ソンクラー湖（タイ）に棲息するカワゴンドウを絶滅寸前に指定している。
カワゴンドウは水族館などにおいてイルカショーなどの演技をさせることを目的として飼育展示されることもある。その際は、指示に合わせてその行動ができるようにトレーニングを受ける。